# Thomas Owen (Schriftsteller)
Thomas Owen (eigentl.: Gérald Bertot; * 22. Juli 1910 in Leuven; † 2. März 2002 in Brüssel) war ein belgischer Schriftsteller.
Bertot war von Beruf Strafverteidiger. Unter dem Namen Thomas Owen verfasste er mehr als 300 phantastische Horrorgeschichten und gilt neben Jean Ray, mit dem er freundschaftlich verbunden war, und Jean Muno als bedeutendster Vertreter der phantastischen Literatur Belgiens im 20. Jahrhundert.

## Werke in deutscher Übersetzung
- Der Verrirte Samariter (Le Samaritain égaré), 1973
- Wohin am Abend? Und andere seltsame Geschichten, 1975
- Der Park (Le Parc), 1978
- Von Staub bist du… (Tu es poussière), 1979
- Ein Unfreiwiliger Liebesdienst (Un attachement de nature particulière), 1983
- Die Gefahr (Le Péril), 1991